# Sylvain Gbohouo
Sylvain Gbohouo (Elefántcsontpart, 1988. október 29. –) elefántcsontparti válogatott labdarúgó, jelenleg a kongói bajnokságban érdekelt TP Mazembe játékosa. Posztját tekintve kapus.

## Sikerei, díjai
Elefántcsontpart
- Afrikai nemzetek kupája (1): 2015